# In Your Eyes (The Weeknd)
In Your Eyes is een nummer van de Canadese zanger The Weeknd uit 2020. Het is de derde single van hun vierde studioalbum After Hours.
In het nummer zijn overduidelijk invloeden uit de new wave en de synthpop uit de jaren '80 hoorbaar, onder andere door de synthesizers en de saxofoonsolo. Net als voorganger Blinding Lights, dat eveneens jaren '80-invloeden kent, werd ook "In Your Eyes" een wereldwijde hit. In The Weeknds thuisland Canada haalde het de 13e positie. Ook in het Nederlandse taalgebied werd het nummer een grote hit, met een 5e positie in de Nederlandse Top 40 en een 8e positie in de Vlaamse Ultratop 50.

## Hitnoteringen

### Nederlandse Top 40
| Hitnotering: 04-04-2020 t/m 29-08-2020 | Hitnotering: 04-04-2020 t/m 29-08-2020 | Hitnotering: 04-04-2020 t/m 29-08-2020 | Hitnotering: 04-04-2020 t/m 29-08-2020 | Hitnotering: 04-04-2020 t/m 29-08-2020 | Hitnotering: 04-04-2020 t/m 29-08-2020 | Hitnotering: 04-04-2020 t/m 29-08-2020 | Hitnotering: 04-04-2020 t/m 29-08-2020 | Hitnotering: 04-04-2020 t/m 29-08-2020 | Hitnotering: 04-04-2020 t/m 29-08-2020 | Hitnotering: 04-04-2020 t/m 29-08-2020 | Hitnotering: 04-04-2020 t/m 29-08-2020 | Hitnotering: 04-04-2020 t/m 29-08-2020 | Hitnotering: 04-04-2020 t/m 29-08-2020 | Hitnotering: 04-04-2020 t/m 29-08-2020 | Hitnotering: 04-04-2020 t/m 29-08-2020 | Hitnotering: 04-04-2020 t/m 29-08-2020 | Hitnotering: 04-04-2020 t/m 29-08-2020 | Hitnotering: 04-04-2020 t/m 29-08-2020 | Hitnotering: 04-04-2020 t/m 29-08-2020 | Hitnotering: 04-04-2020 t/m 29-08-2020 | Hitnotering: 04-04-2020 t/m 29-08-2020 | Hitnotering: 04-04-2020 t/m 29-08-2020 | Hitnotering: 04-04-2020 t/m 29-08-2020 |
| Week:                                  | 1                                      | 2                                      | 3                                      | 4                                      | 5                                      | 6                                      | 7                                      | 8                                      | 9                                      | 10                                     | 11                                     | 12                                     | 13                                     | 14                                     | 15                                     | 16                                     | 17                                     | 18                                     | 19                                     | 20                                     | 21                                     | 22                                     |                                        |
| -------------------------------------- | -------------------------------------- | -------------------------------------- | -------------------------------------- | -------------------------------------- | -------------------------------------- | -------------------------------------- | -------------------------------------- | -------------------------------------- | -------------------------------------- | -------------------------------------- | -------------------------------------- | -------------------------------------- | -------------------------------------- | -------------------------------------- | -------------------------------------- | -------------------------------------- | -------------------------------------- | -------------------------------------- | -------------------------------------- | -------------------------------------- | -------------------------------------- | -------------------------------------- | -------------------------------------- |
| Positie:                               | 37                                     | 25                                     | 15                                     | 11                                     | 11                                     | 10                                     | 10                                     | 7                                      | 6                                      | 6                                      | 5                                      | 5                                      | 5                                      | 6                                      | 6                                      | 7                                      | 8                                      | 11                                     | 14                                     | 20                                     | 29                                     | 38                                     | uit                                    |

### NederlandseSingle Top 100
| Hitnotering: (week 1 t/m 28) 28-03-2020 t/m 03-10-2020 Hitnotering: (week 29) 31-10-2020 | Hitnotering: (week 1 t/m 28) 28-03-2020 t/m 03-10-2020 Hitnotering: (week 29) 31-10-2020 | Hitnotering: (week 1 t/m 28) 28-03-2020 t/m 03-10-2020 Hitnotering: (week 29) 31-10-2020 | Hitnotering: (week 1 t/m 28) 28-03-2020 t/m 03-10-2020 Hitnotering: (week 29) 31-10-2020 | Hitnotering: (week 1 t/m 28) 28-03-2020 t/m 03-10-2020 Hitnotering: (week 29) 31-10-2020 | Hitnotering: (week 1 t/m 28) 28-03-2020 t/m 03-10-2020 Hitnotering: (week 29) 31-10-2020 | Hitnotering: (week 1 t/m 28) 28-03-2020 t/m 03-10-2020 Hitnotering: (week 29) 31-10-2020 | Hitnotering: (week 1 t/m 28) 28-03-2020 t/m 03-10-2020 Hitnotering: (week 29) 31-10-2020 | Hitnotering: (week 1 t/m 28) 28-03-2020 t/m 03-10-2020 Hitnotering: (week 29) 31-10-2020 | Hitnotering: (week 1 t/m 28) 28-03-2020 t/m 03-10-2020 Hitnotering: (week 29) 31-10-2020 | Hitnotering: (week 1 t/m 28) 28-03-2020 t/m 03-10-2020 Hitnotering: (week 29) 31-10-2020 | Hitnotering: (week 1 t/m 28) 28-03-2020 t/m 03-10-2020 Hitnotering: (week 29) 31-10-2020 | Hitnotering: (week 1 t/m 28) 28-03-2020 t/m 03-10-2020 Hitnotering: (week 29) 31-10-2020 | Hitnotering: (week 1 t/m 28) 28-03-2020 t/m 03-10-2020 Hitnotering: (week 29) 31-10-2020 | Hitnotering: (week 1 t/m 28) 28-03-2020 t/m 03-10-2020 Hitnotering: (week 29) 31-10-2020 | Hitnotering: (week 1 t/m 28) 28-03-2020 t/m 03-10-2020 Hitnotering: (week 29) 31-10-2020 | Hitnotering: (week 1 t/m 28) 28-03-2020 t/m 03-10-2020 Hitnotering: (week 29) 31-10-2020 |
| Week:                                                                                    | 1                                                                                        | 2                                                                                        | 3                                                                                        | 4                                                                                        | 5                                                                                        | 6                                                                                        | 7                                                                                        | 8                                                                                        | 9                                                                                        | 10                                                                                       | 11                                                                                       | 12                                                                                       | 13                                                                                       | 14                                                                                       | 15                                                                                       | 16                                                                                       |
| ---------------------------------------------------------------------------------------- | ---------------------------------------------------------------------------------------- | ---------------------------------------------------------------------------------------- | ---------------------------------------------------------------------------------------- | ---------------------------------------------------------------------------------------- | ---------------------------------------------------------------------------------------- | ---------------------------------------------------------------------------------------- | ---------------------------------------------------------------------------------------- | ---------------------------------------------------------------------------------------- | ---------------------------------------------------------------------------------------- | ---------------------------------------------------------------------------------------- | ---------------------------------------------------------------------------------------- | ---------------------------------------------------------------------------------------- | ---------------------------------------------------------------------------------------- | ---------------------------------------------------------------------------------------- | ---------------------------------------------------------------------------------------- | ---------------------------------------------------------------------------------------- |
| Positie:                                                                                 | 20                                                                                       | 27                                                                                       | 24                                                                                       | 23                                                                                       | 26                                                                                       | 26                                                                                       | 26                                                                                       | 24                                                                                       | 22                                                                                       | 19                                                                                       | 24                                                                                       | 22                                                                                       | 24                                                                                       | 23                                                                                       | 22                                                                                       | 24                                                                                       |
| Week:                                                                                    | 17                                                                                       | 18                                                                                       | 19                                                                                       | 20                                                                                       | 21                                                                                       | 22                                                                                       | 23                                                                                       | 24                                                                                       | 25                                                                                       | 26                                                                                       | 27                                                                                       | 28                                                                                       |                                                                                          | 29                                                                                       |                                                                                          |                                                                                          |
| Positie:                                                                                 | 26                                                                                       | 29                                                                                       | 31                                                                                       | 35                                                                                       | 36                                                                                       | 52                                                                                       | 58                                                                                       | 66                                                                                       | 84                                                                                       | 84                                                                                       | 91                                                                                       | 98                                                                                       | uit                                                                                      | 100                                                                                      | uit                                                                                      |                                                                                          |

### VlaamseUltratop 50
| Hitnotering: 11-04-2020 t/m 10-10-2020 | Hitnotering: 11-04-2020 t/m 10-10-2020 | Hitnotering: 11-04-2020 t/m 10-10-2020 | Hitnotering: 11-04-2020 t/m 10-10-2020 | Hitnotering: 11-04-2020 t/m 10-10-2020 | Hitnotering: 11-04-2020 t/m 10-10-2020 | Hitnotering: 11-04-2020 t/m 10-10-2020 | Hitnotering: 11-04-2020 t/m 10-10-2020 | Hitnotering: 11-04-2020 t/m 10-10-2020 | Hitnotering: 11-04-2020 t/m 10-10-2020 | Hitnotering: 11-04-2020 t/m 10-10-2020 | Hitnotering: 11-04-2020 t/m 10-10-2020 | Hitnotering: 11-04-2020 t/m 10-10-2020 | Hitnotering: 11-04-2020 t/m 10-10-2020 | Hitnotering: 11-04-2020 t/m 10-10-2020 |
| Week:                                  | 1                                      | 2                                      | 3                                      | 4                                      | 5                                      | 6                                      | 7                                      | 8                                      | 9                                      | 10                                     | 11                                     | 12                                     | 13                                     | 14                                     |
| -------------------------------------- | -------------------------------------- | -------------------------------------- | -------------------------------------- | -------------------------------------- | -------------------------------------- | -------------------------------------- | -------------------------------------- | -------------------------------------- | -------------------------------------- | -------------------------------------- | -------------------------------------- | -------------------------------------- | -------------------------------------- | -------------------------------------- |
| Positie:                               | 41                                     | 30                                     | 26                                     | 18                                     | 11                                     | 12                                     | 13                                     | 9                                      | 10                                     | 8                                      | 11                                     | 10                                     | 12                                     | 13                                     |
| Week:                                  | 15                                     | 16                                     | 17                                     | 18                                     | 19                                     | 20                                     | 21                                     | 22                                     | 23                                     | 24                                     | 25                                     | 26                                     | 27                                     |                                        |
| Positie:                               | 12                                     | 14                                     | 10                                     | 14                                     | 16                                     | 18                                     | 26                                     | 29                                     | 27                                     | 24                                     | 25                                     | 42                                     | 42                                     | uit                                    |

### NPO Radio 2 Top 2000
| Nummer met noteringen in de NPO Radio 2 Top 2000 | '21  | '22  |
| ------------------------------------------------ | ---- | ---- |
| In Your Eyes                                     | 1627 | 1668 |

1. ↑  Een vetgedrukt getal geeft de hoogste notering aan.
2. ↑  2021 was het eerste jaar met een notering voor dit nummer.
3. ↑  Deze tabel is bijgewerkt tot en met de laatste editie (2024).